# Réti (schaakopening)
De Réti-opening is binnen het schaken een hypermoderne opening, vernoemd naar de schaker Richárd Réti. De opening begint met 1.Pf3 en er kan met verwisseling van zetten al gauw een andere opening, zoals het damegambiet of een Indische opening ontstaan. De Réti-opening is ingedeeld bij de flankspelen en heeft als ECO-code A09.
| Réti                                   | 1.Pf3                                                                  |
| Réti-Hollands                          | 1.Pf3 f5                                                               |
| Pirc-Lisitsin                          | 1.Pf3 f5 2.e4                                                          |
| Lisitsingambiet                        | 1.Pf3 f5 2.d3 Pf6 3.e4                                                 |
| Réti                                   | 1.Pf3 d6                                                               |
| Wade                                   | 1.Pf3 d6 2.e4 Lg4                                                      |
| Herrströmgambiet of Oberndorfergambiet | 1.Pf3 g5                                                               |
| Spasski                                | 1.Pf3 Pf6 2.g3 b6                                                      |
| Konings-Indische aanval                | 1.Pf3 Pf6 2.g3 g6                                                      |
| Réti-Smyslov                           | 1.Pf3 Pf6 2.g3 g6 3.b4                                                 |
| Nimzowitsch                            | 1.Pf3 Pf6 2.b3                                                         |
| Réti                                   | 1.Pf3 d5                                                               |
| oud-Indisch                            | 1.Pf3 d5 2.d3                                                          |
| Santasiere                             | 1.Pf3 d5 2.b4                                                          |
| Tennison                               | 1.Pf3 d5 2.e4                                                          |
| Nimzowitsch                            | 1.Pf3 d5 2.b3                                                          |
| Barcza                                 | 1.Pf3 d5 2.g3                                                          |
| Joegoslavisch                          | 1.Pf3 d5 2.g3 Pf6 3.Lg2 c6 4.0-0 Lg4                                   |
| Keresvariant                           | 1.Pf3 d5 2.g3 Lg4 3.Lg2 Pd7                                            |
| Konings-Indische aanval                | 1.Pf3 d5 2.g3 g6                                                       |
| Pachmansysteem                         | 1.Pf3 d5 2.g3 g6 3.Lg2 Lg7 4.0-0 e5 5.d3 Pe7                           |
| flank-orthodox                         | 1.Pf3 d5 2.c4 e6                                                       |
| Franse variant                         | 1.Pf3 d5 2.g3 c5 3.Lg2 Pc6 4.0-0 e6 5.d3 Pf6 6.Pbd2 Le7 7.e4 0-0 8.Te1 |
| doorschuifvariant                      | 1.Pf3 d5 2.c4 d4                                                       |
| Keresvariant                           | 1.Pf3 d5 2.c4 dc 3.e3 Le6                                              |